# Wheelwright (Argentinië)
Wheelwright is een plaats in het Argentijnse bestuurlijke gebied General López in de provincie Santa Fe. De plaats telt 6.004 inwoners.